# Elok
Elok (tadż. Элок) – wieś dystrykcie Faizobod, położonym w Rejonach Administrowanych Centralnie w Tadżykistanie. Według spisu ludności z 2010 w miejscowości mieszkało 2049 osób w 524 rodzinach.